# Neue Welt
Neue Welt (obecnie Huxley’s Neue Welt) – sala koncertowa, która mieściła się w Berlinie w Niemczech. Posiadała dwie hale. Pojemność mniejszej z nich wynosiła 1500 miejsc, większa mogła pomieścić do 3000 osób. Obydwie zostały zbudowane około roku 1950. Od 1960 aż do momentu zamknięcia w 1982, Neue Welt był popularnym miejscem koncertów wykonawców muzyki pop oraz rock. Obecnie mieści się tu lokal o nazwie Huxley’s Neue Welt, w którym w dalszym ciągu odbywają się występy wielu znanych wykonawców z różnych kręgów muzyki.
Na przestrzeni lat, swoje występy dawali tu tacy artyści jak: The Jimi Hendrix Experience, Deep Purple, Whitesnake, Judas Priest, The Cure, Thin Lizzy, Iron Maiden, ZZ Top, Billy Squier, Nick Cave, U.D.O., Venom, Kreator, Iggy Pop, Front 242, Cannibal Corpse, Europe, Ozzy Osbourne, Corrosion of Conformity, Soundgarden, Status Quo, Paradise Lost, Monster Magnet, Beastie Boys, Napalm Death, Testament, Suicidal Tendencies, Pantera, Megadeth, Ministry, Faith No More, Sonic Youth, Crowbar, Alice in Chains, Vader, Joe Satriani, Overkill, Danzig, INXS, The Smashing Pumpkins, a-ha, Morbid Angel, Soul Asylum, Die Ärzte, Sepultura, Dream Theater, Dio, Brian May, Manowar, Black Sabbath, Nine Inch Nails, Type O Negative, Stone Temple Pilots, Mercyful Fate, Queensrÿche, The Offspring, Machine Head, Motörhead, Slash’s Snakepit, Rainbow, Rammstein, Oasis, Anthrax, Bruce Dickinson, Accept, Fear Factory, In Flames, Marillion, Marilyn Manson, Foo Fighters, Robbie Williams, Radiohead, The Sisters of Mercy, Green Day, Lacuna Coil, Guano Apes, Van Halen, Limp Bizkit, Alice Cooper, Kings of Leon, The Black Eyed Peas, Korn, Disturbed, Saxon, Down, Volbeat, Alter Bridge, The Prodigy, Eagles of Death Metal, Airbourne, Slash, Gov’t Mule, Stone Sour, Black Label Society, Incubus, Bush, Opeth, Trivium, Serj Tankian, Steve Vai, Katatonia i inni.